# Sinop (gemeente)
Sinop is een gemeente in de Braziliaanse deelstaat Mato Grosso. De gemeente telt 135.874 inwoners (schatting 2017).
De plaats is de zetel van het rooms-katholieke bisdom Sinop.

## Aangrenzende gemeenten
De gemeente grenst aan Cláudia, Ipiranga do Norte, Itaúba, Santa Carmem, Sorriso en Vera.

## Galerij

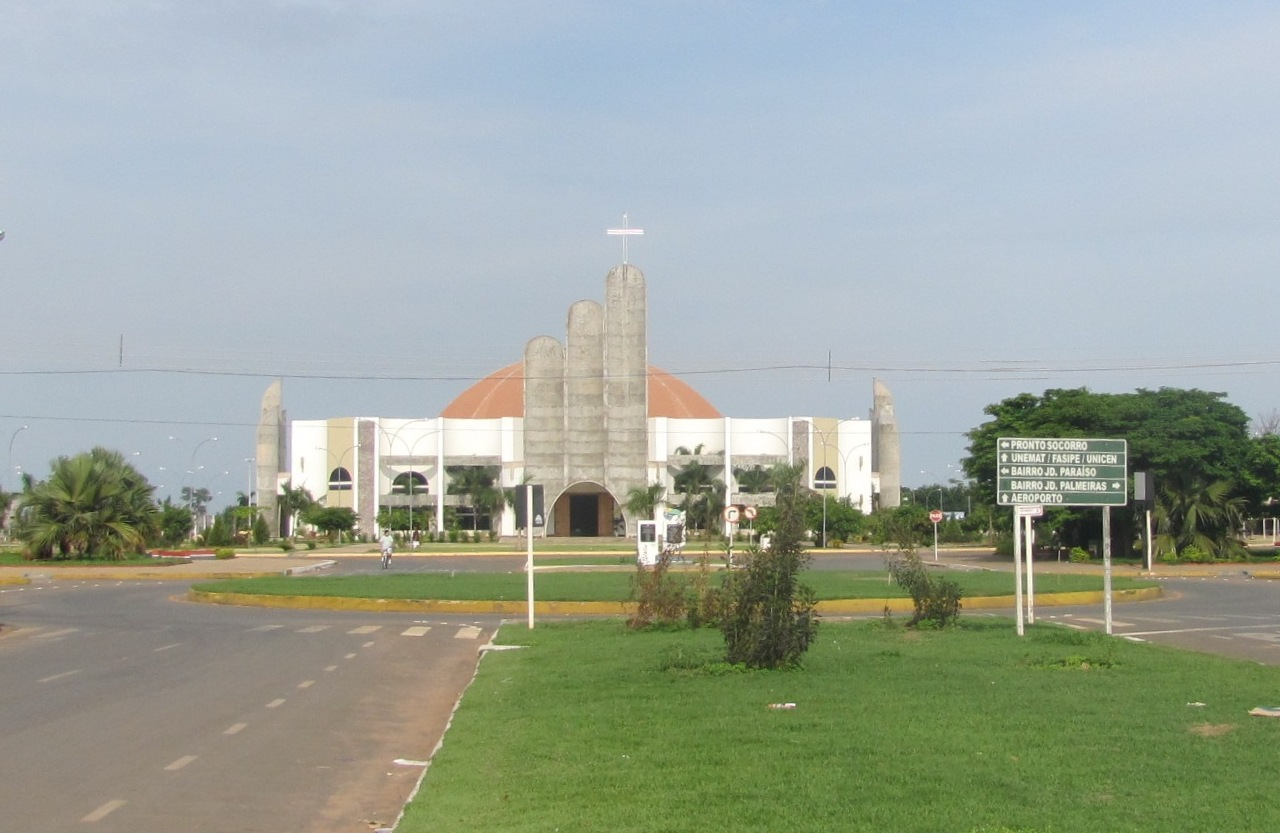
Kathedraal van Sinop
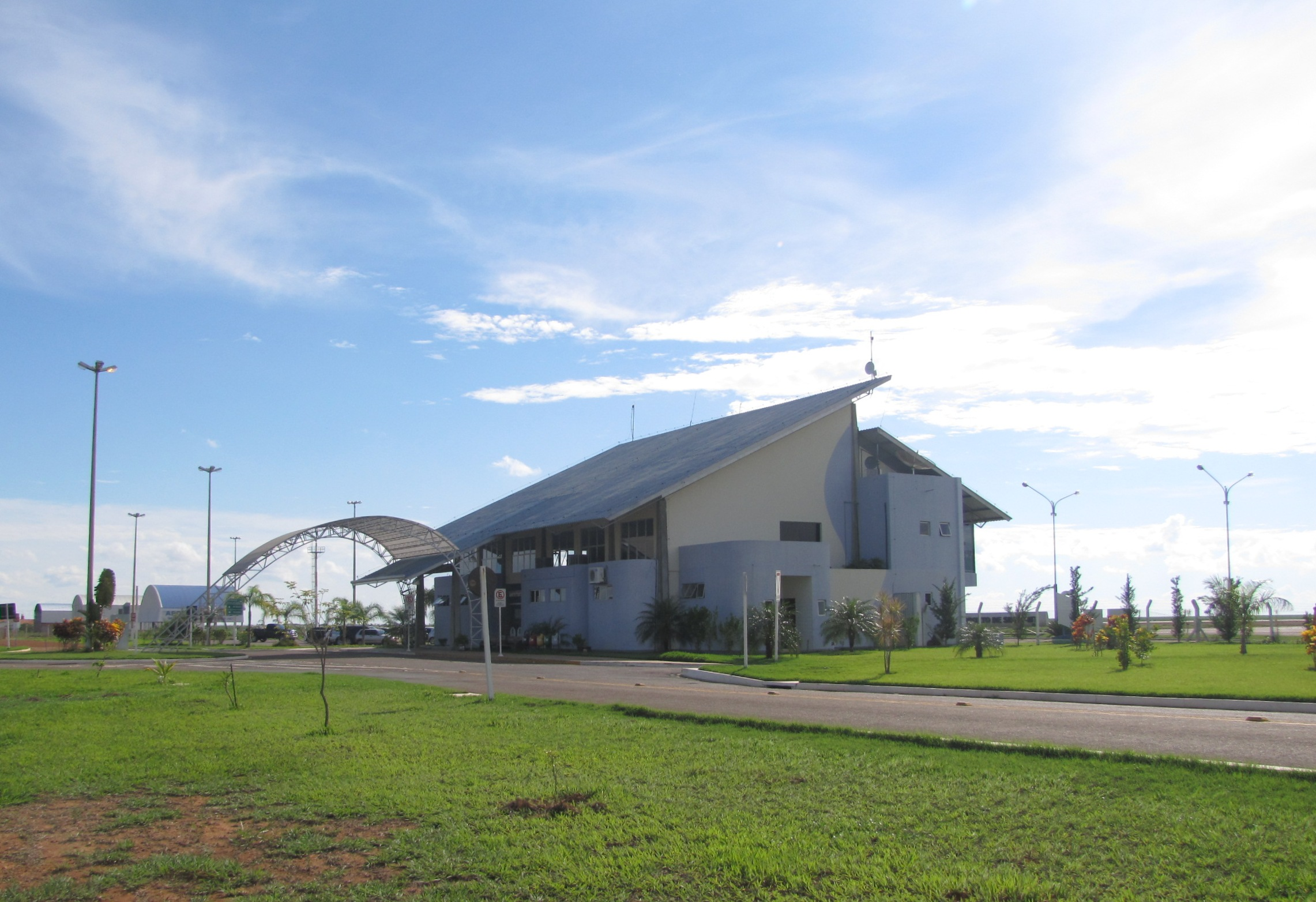
Vliegveld van Sinop
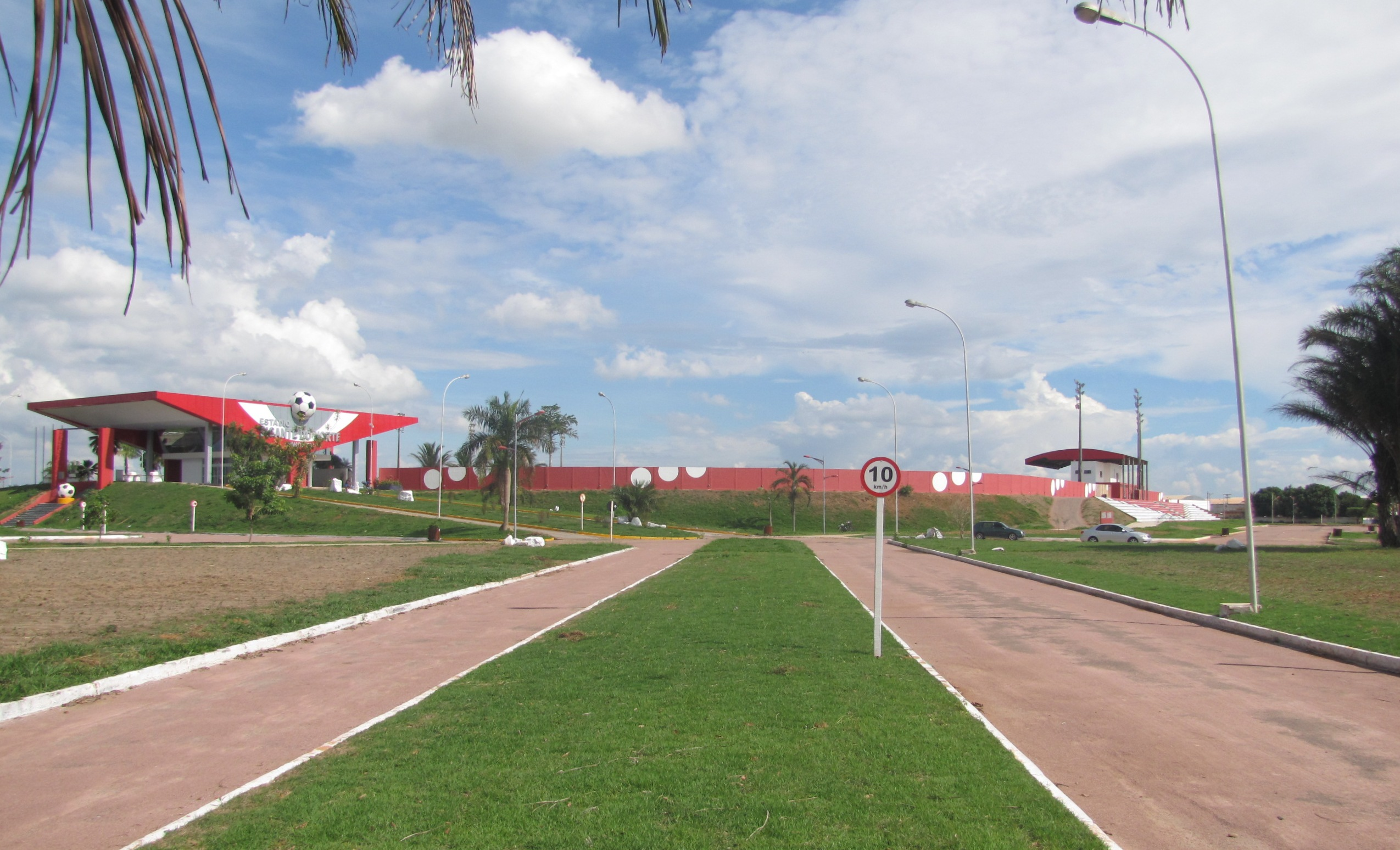